# En Helt fra 64
En Helt fra 64 er en dansk stum krigsdramafilm fra 1910 produceret af Fotorama og instrueret af Gunnar Helsengreen.
Filmen er delvist bevaret. 

## Handling
Hos familien Kemp i Sønderborg hersker der fred og idyl, men farerne lurer uden for den lille sønderjyske families døre. Krigen er netop brudt ud, og den unge Valdemar Kemp drager afsted for at forsvare sit fædreland. De danske soldater kæmper en tapper kamp på slagmarken, men den tyske fjende står langt mere talstærkt. Fædrelandets sønner falder på stribe, og Valdemars håb om at vende hjem til sin familie og elskede kæreste svinder mere og mere.

## Medvirkende
- Aage Schmidt som Valdemar Kemp, helten fra 64
- Aage Fønss som Christian 9., konge af Danmark
- Sophie Eskildsen som Anna, Valdemars kæreste
- Philip Bech som Kaptajn, Grev Ahlefeldt-Lauervigen
- Alfred Cohn som Gamle Kemp
- Martha Helsengreen som Madam Kemp
- Peter Fjelstrup
- Gerhard Jessen